# Церкниця
Церкниця (словен. Cerknica) — поселення в общині Церкниця, Регіон Нотрансько-крашка, Словенія. Висота над рівнем моря: 558,8 м.  За даними перепису 2002 року населення міста становило 3 532 особи.

## Назва
Церкниця вперше згадується як Circhinitz у 1040 році, як Czirknicz у 1145 році, Cyrknitz у 1261 році та Cirnizza у 1581 році. Назва походить від Cerkvnica, від Cerkvna (vas) — церковне село. Церква була швидше за все побудована при заснуванні поселення, можливо ще у IX столітті. Первісну будівлю церкви було спалено турками у 1472 році.